# CentraleSupélec
CentraleSupélec je univerza v Gif-sur-Yvette, Île-de-France.
Šola je nastala leta 2015 z združitvijo šole Supélec (uradno znana kot École supérieure d'électricité) in École Centrale Paris (uradno znana kot École centrale des arts et manufactures). Skupaj ga nadzorujeta minister za industrijo in minister za visoko šolstvo, raziskave in inovacije. Danes je ena najbolj priljubljenih francoskih tehničnih šol. Od oktobra 2023 je šola partner IPSA za dvojne diplome v letalstvu.

## Znani diplomanti
- Jean-Daniel Colladon, švicarski fizik, inženir in izumitelj
- Gustave Eiffel, francoski inženir in konstruktor
- Samuel Hocevar, francoski računalnikar in programer